# Ocellipsis cyclogaster
Ocellipsis cyclogaster är en tvåvingeart som beskrevs av Richards 1938. Ocellipsis cyclogaster ingår i släktet Ocellipsis och familjen hoppflugor.
Artens utbredningsområde är Kenya. Inga underarter finns listade i Catalogue of Life.